# عندق مزخرف
عندق مزخرف (الاسم العلمي: Nemipterus hexodon) (بالإنجليزية: Ornate threadfin bream)‏ هو نوع من الأسماك يتبع جنس العندق من فصيلة العندقات.